# Lago Mathisleweiher
El lago Mathisleweiher (en alemán: Mathisleweiher See) es un pequeño lago situado en la Selva Negra, en la región administrativa de Brisgovia-Alta Selva Negra, en el estado de Baden-Württemberg, (Alemania) —muy cerca de la frontera con Suiza y Francia—, a una elevación de 999 metros; tiene un área de 0.018 hectáreas. 

## Origen del nombre
Su nombre proviene de una granja situada a su alrededor, cuyo dueño era Mathias Rombach, que heredó la granja en 1736, al casarse con la viuda del dueño anterior.